# Australobolbus fenestratus
Australobolbus fenestratus is een keversoort uit de familie mesttorren (Geotrupidae). De wetenschappelijke naam van de soort werd in 1888 gepubliceerd door Thomas Blackburn.